# Hendrika Hofhuis
Hendrika Hofhuis, född 1780, död 1849, var den sista person i Nederländerna som genomgick ett åtal för häxeri. Hon genomgick på egen begäran häxprovet år 1823, något som tilldrog sig stor uppmärksamhet.
Hofhuis var dotter till en jordbrukare och gift med en bonde i Deldenerstraat Broek. År 1823 begärde hon själv att få genomgå det så kallade vattenprovet, ett häxprov där den en person anklagad för häxeri kunde rentvås från misstankarna genom att visa att hon inte kunde flyta på vattnet. 
Hofhuis tog initiativet till detta sedan hon fått veta att det gick rykten om att hon var en häxa, och att till och med hennes barn hade misstankar mot henne. Hon inbjöd allmänheten att vittna om saken, och halva byns befolkning var närvarande vid provet. De lokala myndigheterna gick med på saken med hänvisning till att det hela hade initierats av den åtalade själv. Under häxprovet visade hon enligt uppgift att hon inte kunde flyta på vattnet, och rentvåddes därför från misstankarna.
Fallet tilldrog sig stor uppmärksamhet och var under sin samtid föremål för omfattande rapportering i pressen och skildrat i litteraturen; i senare tid har även en dokumentär gjorts om fallet.